# Physical (Olivia-Newton-John-Lied)
Physical ist ein Popsong von Olivia Newton-John, der im September 1981 als erste Single aus ihrem gleichnamigen Album veröffentlicht wurde. Der Titel wurde von Steve Kipner und Terry Shaddick geschrieben.

## Song und Musikvideo
Der Text des Songs ist voller sexueller Anspielungen, so fordert er auf, „körperlich“ zu werden, den „Körper sprechen“ zu lassen. Im humoristischen Musikvideo macht Olivia Newton-John Fitnessübungen in einem stilisierten Fitnessstudio mit übergewichtigen Männern. Nach der Dusche findet sie nur noch Bodybuilder vor, die sich als homosexuell herausstellen. Zum Schluss angelt sie sich einen Übergewichtigen zum Tennisspielen.

## Geschichte
Physical wurde im Frühjahr 1981 aufgenommen und erreichte im November 1981 Platz eins der amerikanischen Billboard Hot 100, wo es für zehn Wochen an der Spitze blieb, mit einer Platin-Schallplatte ausgezeichnet wurde und erst Ende Januar 1982 von Hall & Oates Song I Can’t Go for That (No Can Do) abgelöst wurde. Physical wurde der erfolgreichste und meistverkaufte Titel des Jahres 1981 weltweit. Unter anderem wurde noch Platz eins in Australien, Kanada und Neuseeland erreicht. Im Vereinigten Königreich erreichte der Song Platz sieben der Charts.
Das Lied ist auch durch das Gitarren-Solo des Toto-Gitarristen Steve Lukather bekannt. Mit Physical setzt sich Newton-John inhaltlich von ihren Liedern aus dem Film Grease ab, da im Song erstmals sexuelle Themen behandelt werden.
Physical wurde vom US-amerikanischen Magazin Billboard zum „Sexiest Song of All Times“ gekürt.

## Trivia
Mehrere Volksbanken-Raiffeisenbanken nutzten eine selbstironische Hommage des Lieds 2019 in der Kampagne „Let’s get digital“, in der mit den digitalen Neuerungen im Bankbereich geworben wurde.